# Roemeens curlingteam (vrouwen)
Het Roemeense curlingteam vertegenwoordigt Roemenië in internationale curlingwedstrijden.

## Geschiedenis
Roemenië nam voor het eerst deel aan een internationaal toernooi tijdens het Europees kampioenschap van 2011. De Roemenen moesten eerst aantreden in de C-divisie, om zich van daaruit te plaatsen voor de B-divisie van het eigenlijke EK. Dit lukte evenwel niet. Het Roemeense team kon slechts één van z'n vier wedstrijden winnend afsluiten. Hiermee werd een trend ingezet, want in de daarop volgende jaren wist Roemenië nooit meer dan één wedstrijd te winnen op het EK. Vaak ontbreekt het land ook op de deelnemerslijst.
Aan het wereldkampioenschap curling en aan de Olympische Winterspelen nam Roemenië nog nooit deel.

## Roemenië op het Europees kampioenschap
| Jaar | Plaats        | Skip          | WG            | W             | V             | PV            | PT            |
| ---- | ------------- | ------------- | ------------- | ------------- | ------------- | ------------- | ------------- |
| 1975 | Geen deelname | Geen deelname | Geen deelname | Geen deelname | Geen deelname | Geen deelname | Geen deelname |
| 1976 | Geen deelname | Geen deelname | Geen deelname | Geen deelname | Geen deelname | Geen deelname | Geen deelname |
| 1977 | Geen deelname | Geen deelname | Geen deelname | Geen deelname | Geen deelname | Geen deelname | Geen deelname |
| 1978 | Geen deelname | Geen deelname | Geen deelname | Geen deelname | Geen deelname | Geen deelname | Geen deelname |
| 1979 | Geen deelname | Geen deelname | Geen deelname | Geen deelname | Geen deelname | Geen deelname | Geen deelname |
| 1980 | Geen deelname | Geen deelname | Geen deelname | Geen deelname | Geen deelname | Geen deelname | Geen deelname |
| 1981 | Geen deelname | Geen deelname | Geen deelname | Geen deelname | Geen deelname | Geen deelname | Geen deelname |
| 1982 | Geen deelname | Geen deelname | Geen deelname | Geen deelname | Geen deelname | Geen deelname | Geen deelname |
| 1983 | Geen deelname | Geen deelname | Geen deelname | Geen deelname | Geen deelname | Geen deelname | Geen deelname |
| 1984 | Geen deelname | Geen deelname | Geen deelname | Geen deelname | Geen deelname | Geen deelname | Geen deelname |
| 1985 | Geen deelname | Geen deelname | Geen deelname | Geen deelname | Geen deelname | Geen deelname | Geen deelname |
| 1986 | Geen deelname | Geen deelname | Geen deelname | Geen deelname | Geen deelname | Geen deelname | Geen deelname |
| 1987 | Geen deelname | Geen deelname | Geen deelname | Geen deelname | Geen deelname | Geen deelname | Geen deelname |
| 1988 | Geen deelname | Geen deelname | Geen deelname | Geen deelname | Geen deelname | Geen deelname | Geen deelname |
| 1989 | Geen deelname | Geen deelname | Geen deelname | Geen deelname | Geen deelname | Geen deelname | Geen deelname |
| 1990 | Geen deelname | Geen deelname | Geen deelname | Geen deelname | Geen deelname | Geen deelname | Geen deelname |
| 1991 | Geen deelname | Geen deelname | Geen deelname | Geen deelname | Geen deelname | Geen deelname | Geen deelname |
| 1992 | Geen deelname | Geen deelname | Geen deelname | Geen deelname | Geen deelname | Geen deelname | Geen deelname |
| 1993 | Geen deelname | Geen deelname | Geen deelname | Geen deelname | Geen deelname | Geen deelname | Geen deelname |
| 1994 | Geen deelname | Geen deelname | Geen deelname | Geen deelname | Geen deelname | Geen deelname | Geen deelname |
| 1995 | Geen deelname | Geen deelname | Geen deelname | Geen deelname | Geen deelname | Geen deelname | Geen deelname |
| 1996 | Geen deelname | Geen deelname | Geen deelname | Geen deelname | Geen deelname | Geen deelname | Geen deelname |
| 1997 | Geen deelname | Geen deelname | Geen deelname | Geen deelname | Geen deelname | Geen deelname | Geen deelname |
| 1998 | Geen deelname | Geen deelname | Geen deelname | Geen deelname | Geen deelname | Geen deelname | Geen deelname |
| 1999 | Geen deelname | Geen deelname | Geen deelname | Geen deelname | Geen deelname | Geen deelname | Geen deelname |

| Jaar | Plaats        | Skip            | WG            | W             | V             | PV            | PT            |
| ---- | ------------- | --------------- | ------------- | ------------- | ------------- | ------------- | ------------- |
| 2000 | Geen deelname | Geen deelname   | Geen deelname | Geen deelname | Geen deelname | Geen deelname | Geen deelname |
| 2001 | Geen deelname | Geen deelname   | Geen deelname | Geen deelname | Geen deelname | Geen deelname | Geen deelname |
| 2002 | Geen deelname | Geen deelname   | Geen deelname | Geen deelname | Geen deelname | Geen deelname | Geen deelname |
| 2003 | Geen deelname | Geen deelname   | Geen deelname | Geen deelname | Geen deelname | Geen deelname | Geen deelname |
| 2004 | Geen deelname | Geen deelname   | Geen deelname | Geen deelname | Geen deelname | Geen deelname | Geen deelname |
| 2005 | Geen deelname | Geen deelname   | Geen deelname | Geen deelname | Geen deelname | Geen deelname | Geen deelname |
| 2006 | Geen deelname | Geen deelname   | Geen deelname | Geen deelname | Geen deelname | Geen deelname | Geen deelname |
| 2007 | Geen deelname | Geen deelname   | Geen deelname | Geen deelname | Geen deelname | Geen deelname | Geen deelname |
| 2008 | Geen deelname | Geen deelname   | Geen deelname | Geen deelname | Geen deelname | Geen deelname | Geen deelname |
| 2009 | Geen deelname | Geen deelname   | Geen deelname | Geen deelname | Geen deelname | Geen deelname | Geen deelname |
| 2010 | Geen deelname | Geen deelname   | Geen deelname | Geen deelname | Geen deelname | Geen deelname | Geen deelname |
| 2011 | 25            | Crina Novac     | 4             | 1             | 3             | 16            | 40            |
| 2012 | 23            | Raluca Grapa    | 5             | 1             | 4             | 15            | 45            |
| 2013 | Geen deelname | Geen deelname   | Geen deelname | Geen deelname | Geen deelname | Geen deelname | Geen deelname |
| 2014 | 25            | Raluca Colceriu | 6             | 1             | 5             | 27            | 64            |
| 2015 | 26            | Raluca Colceriu | 7             | 1             | 6             | 36            | 62            |
| 2016 | 26            | Iulia Trǎilǎ    | 7             | 0             | 7             | 29            | 69            |
| 2017 | 26            | Iulia Trǎilǎ    | 7             | 0             | 7             | 25            | 70            |
| 2018 | Geen deelname | Geen deelname   | Geen deelname | Geen deelname | Geen deelname | Geen deelname | Geen deelname |
| 2019 | 26            | Iulia Trǎilǎ    | 7             | 1             | 6             | 26            | 64            |
| 2021 | Geen deelname | Geen deelname   | Geen deelname | Geen deelname | Geen deelname | Geen deelname | Geen deelname |
| 2022 | Geen deelname | Geen deelname   | Geen deelname | Geen deelname | Geen deelname | Geen deelname | Geen deelname |
| 2023 | Geen deelname | Geen deelname   | Geen deelname | Geen deelname | Geen deelname | Geen deelname | Geen deelname |
| 2024 | 27            | Iulia Trǎilǎ    | 9             | 1             | 8             | 32            | 72            |
| 2025 | Geen deelname | Geen deelname   | Geen deelname | Geen deelname | Geen deelname | Geen deelname | Geen deelname |

Andorra · Australië · België · Brazilië · Bulgarije · Canada · China · Chinees Taipei · Denemarken · Duitsland · Engeland · Estland · Filipijnen · Finland · Frankrijk · Groot-Brittannië · Hongarije · Hongkong · Ierland · Israël · Italië · Jamaica · Japan · Kazachstan · Kenia · Kroatië · Letland · Litouwen · Luxemburg · Mexico · Nederland · Nieuw-Zeeland · Nigeria · Noorwegen · Oekraïne · Oostenrijk · Polen · Portugal · Qatar · Roemenië · Rusland · Schotland · Servië · Slovenië · Slowakije · Spanje · Thailand · Tsjechië · Tsjecho-Slowakije · Turkije · Verenigde Staten · Wales · Wit-Rusland · Zuid-Korea · Zweden · Zwitserland